# 圣伯尔纳定小堂
圣伯尔纳定小堂（Chapelle Saint-Bernardin d'Antibes）又名白衣忏悔者小堂（Chapelle des Pénitents Blancs）是法国阿尔卑斯滨海省昂蒂布市中心的一个罗马天主教小圣堂，位于罗斯坦医生街14号，建于1513-1581年，新哥特式风格。
该堂供奉锡耶纳的圣伯尔纳定（方济各会）。1995年3月13日列为法国历史古迹。

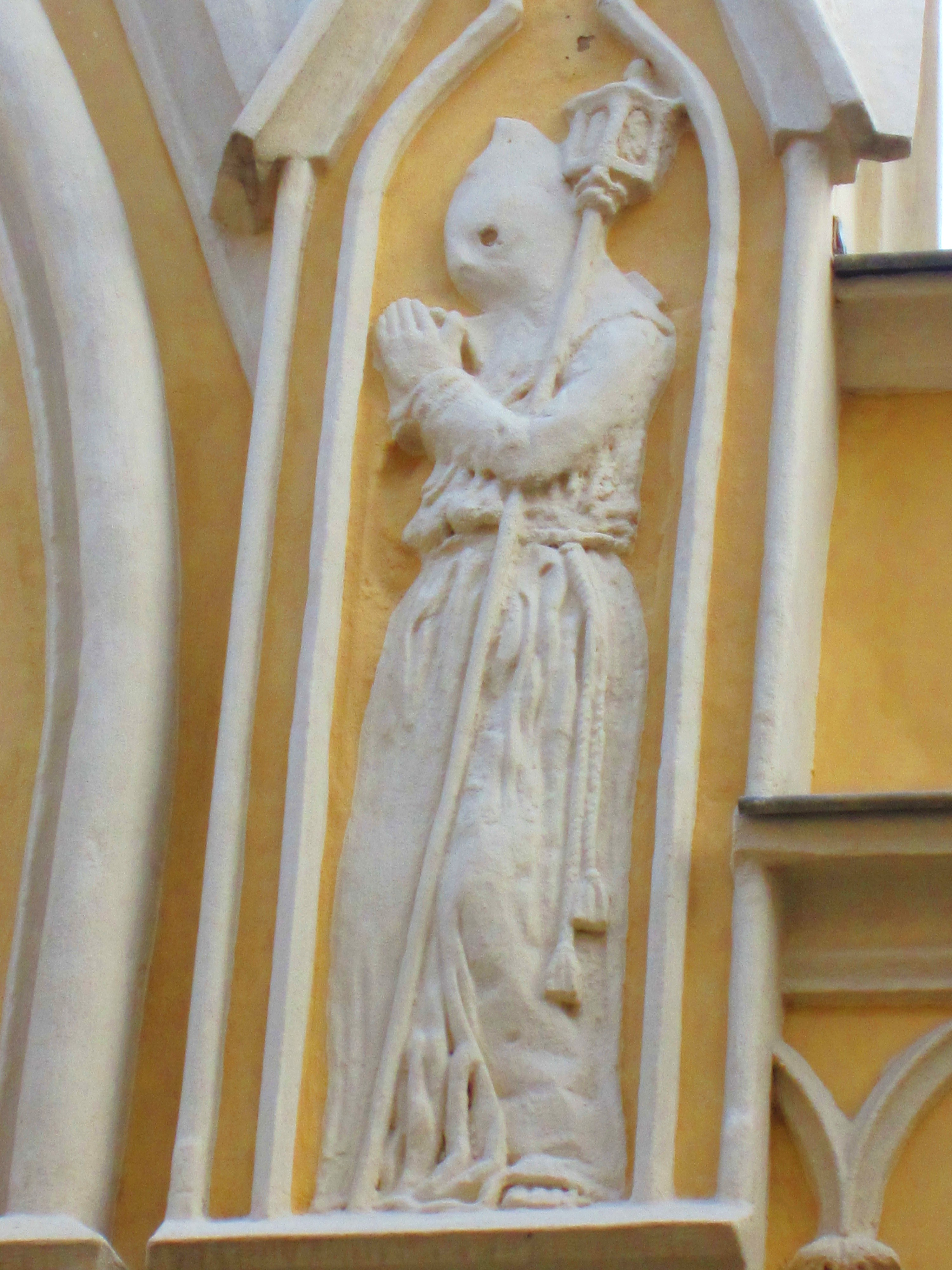
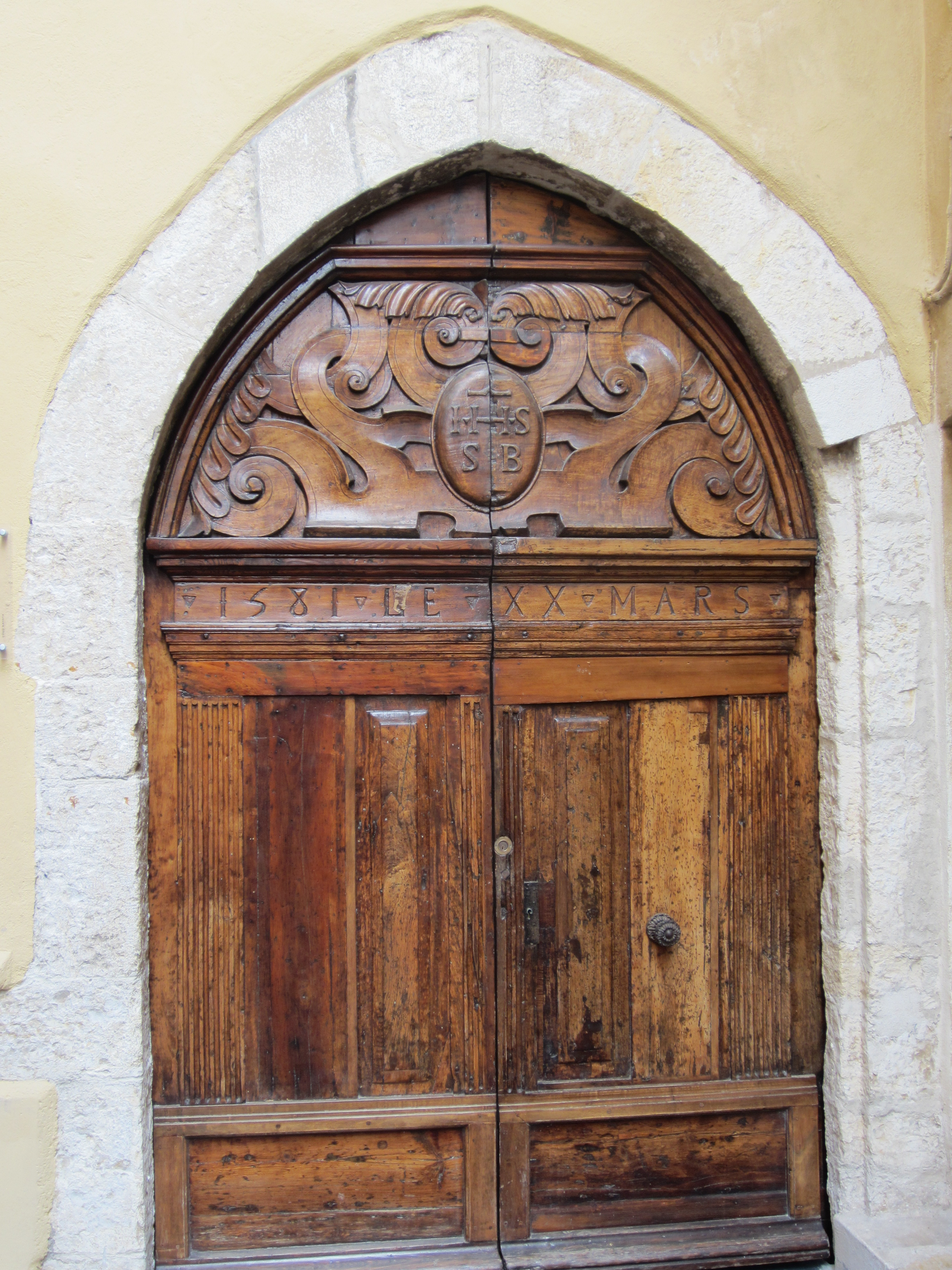
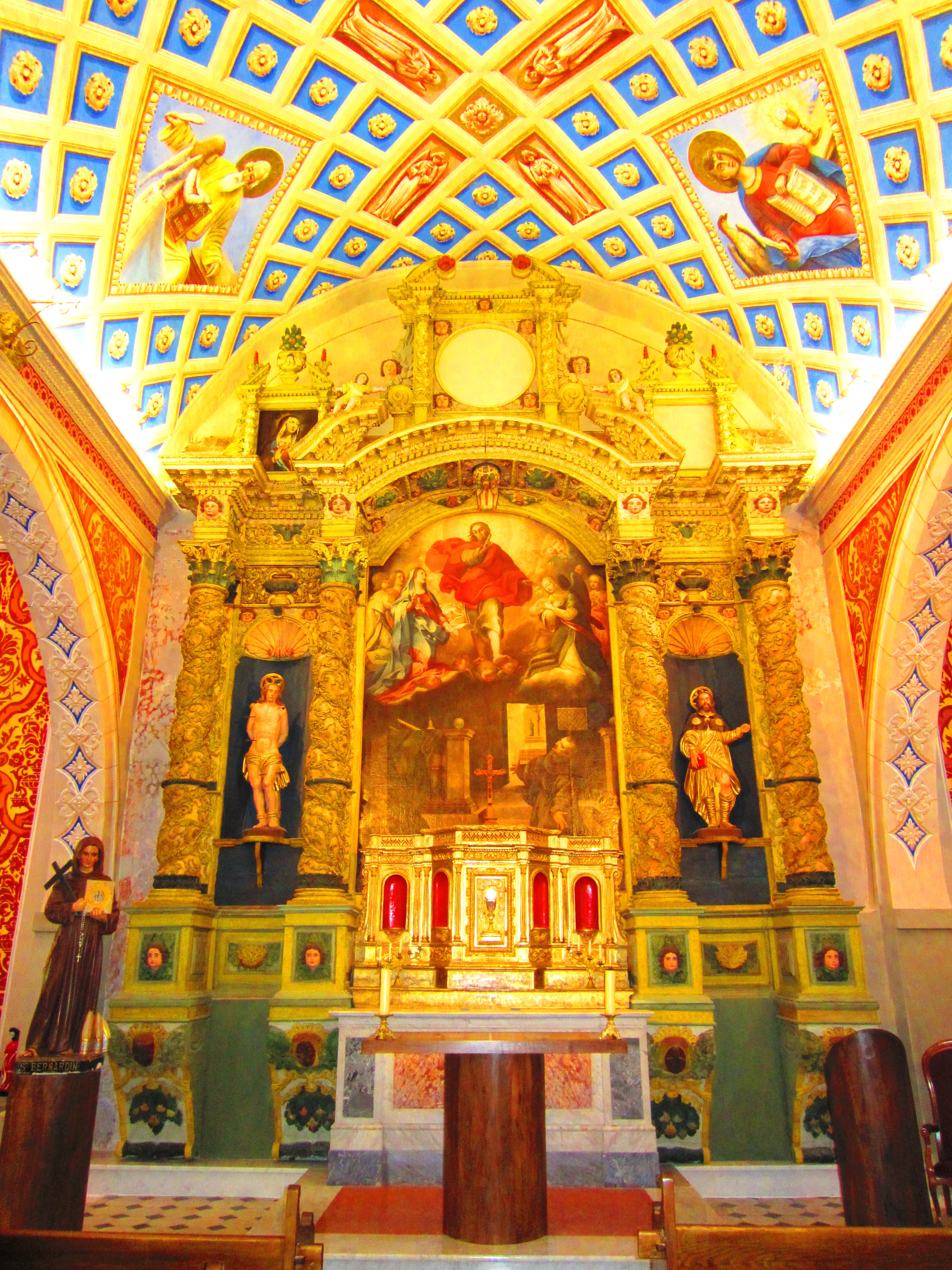
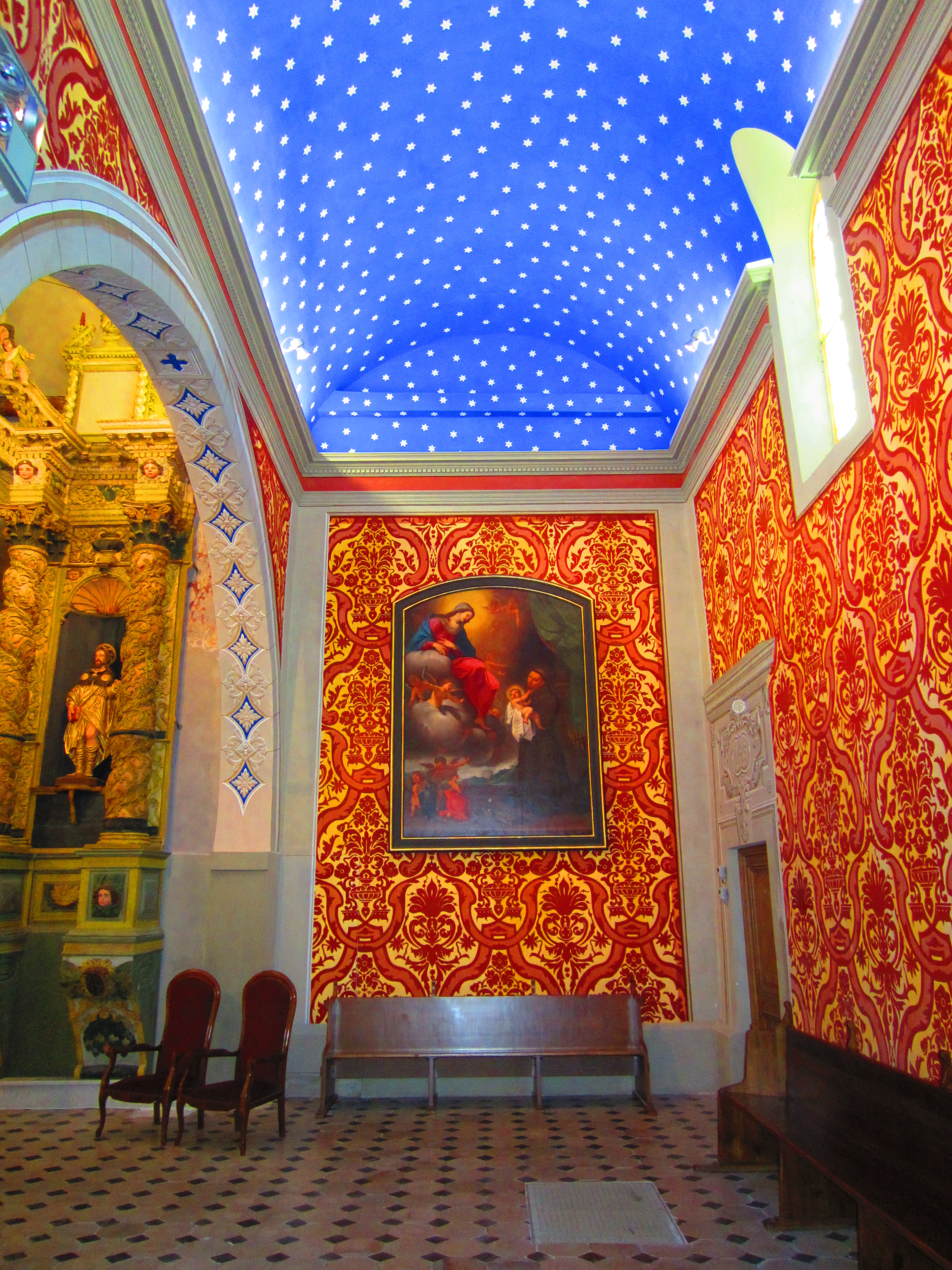
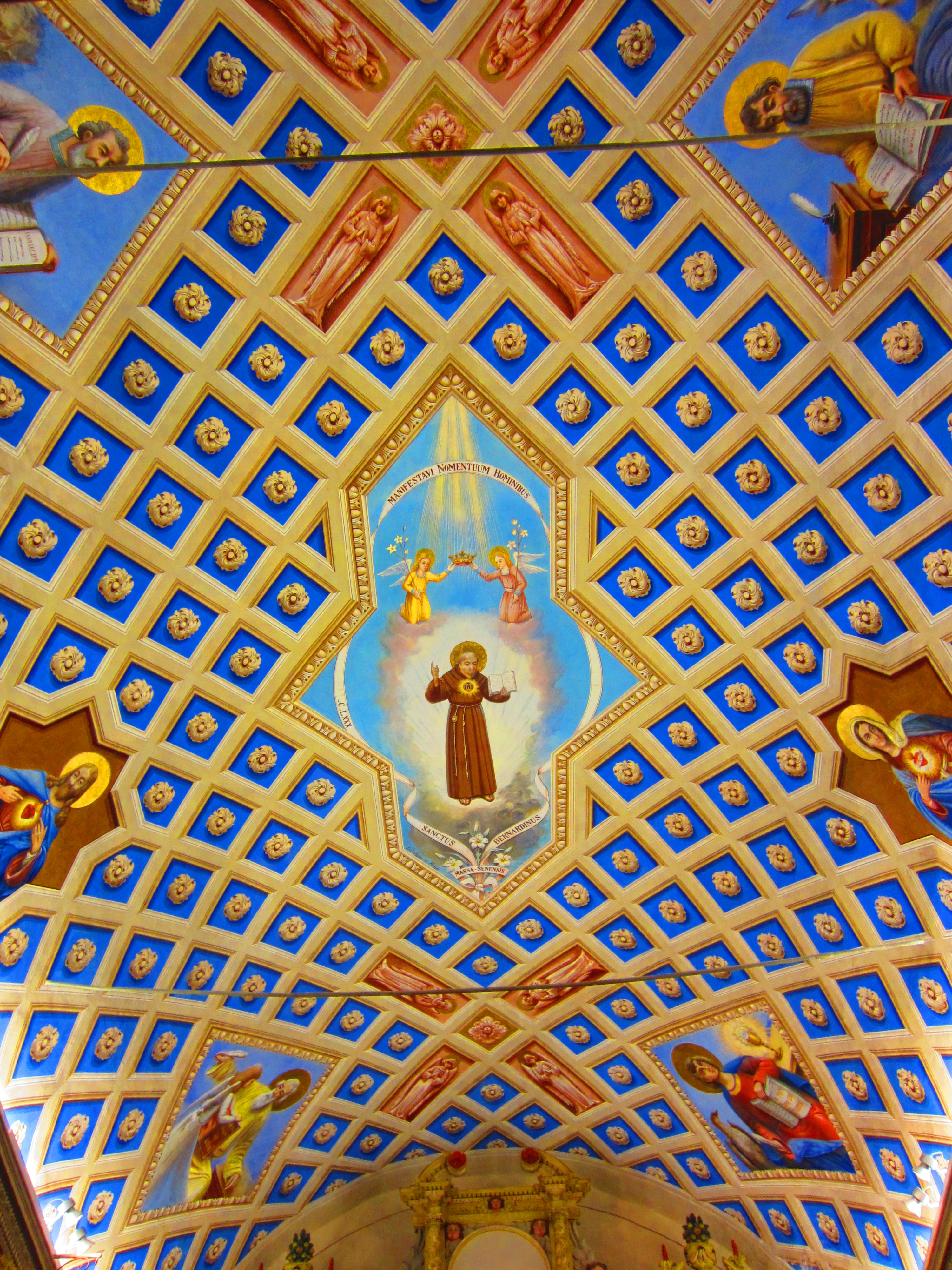
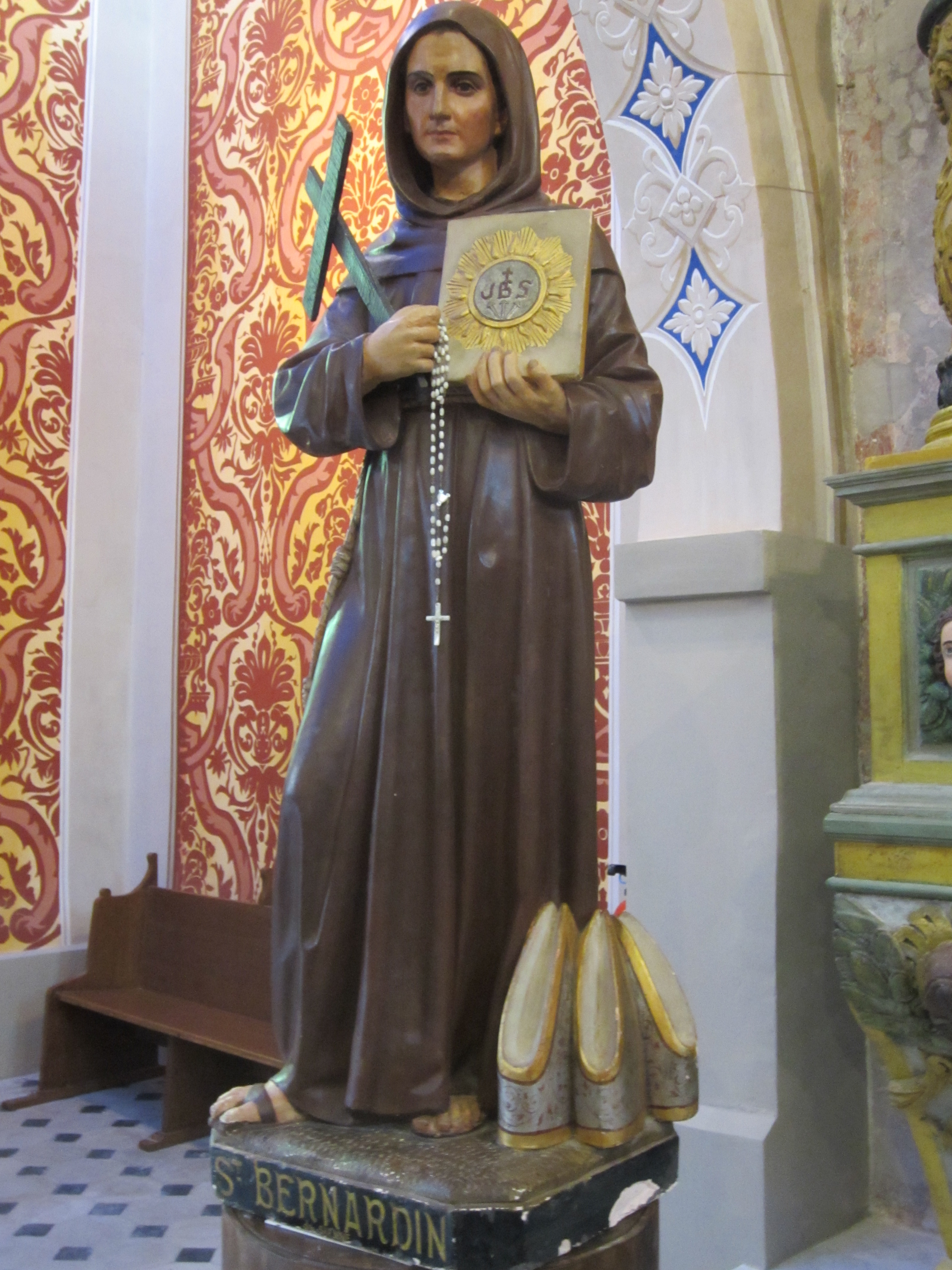
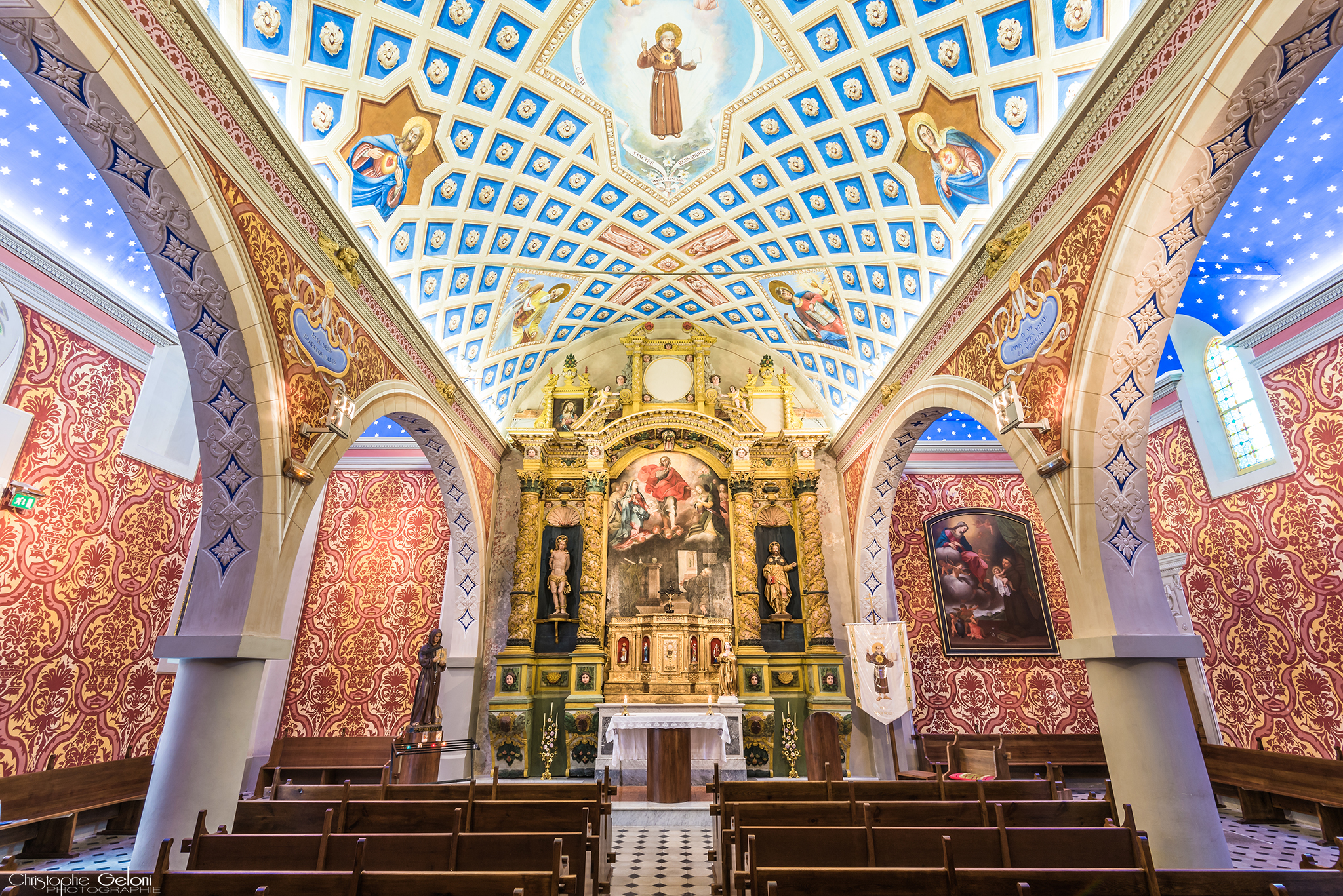
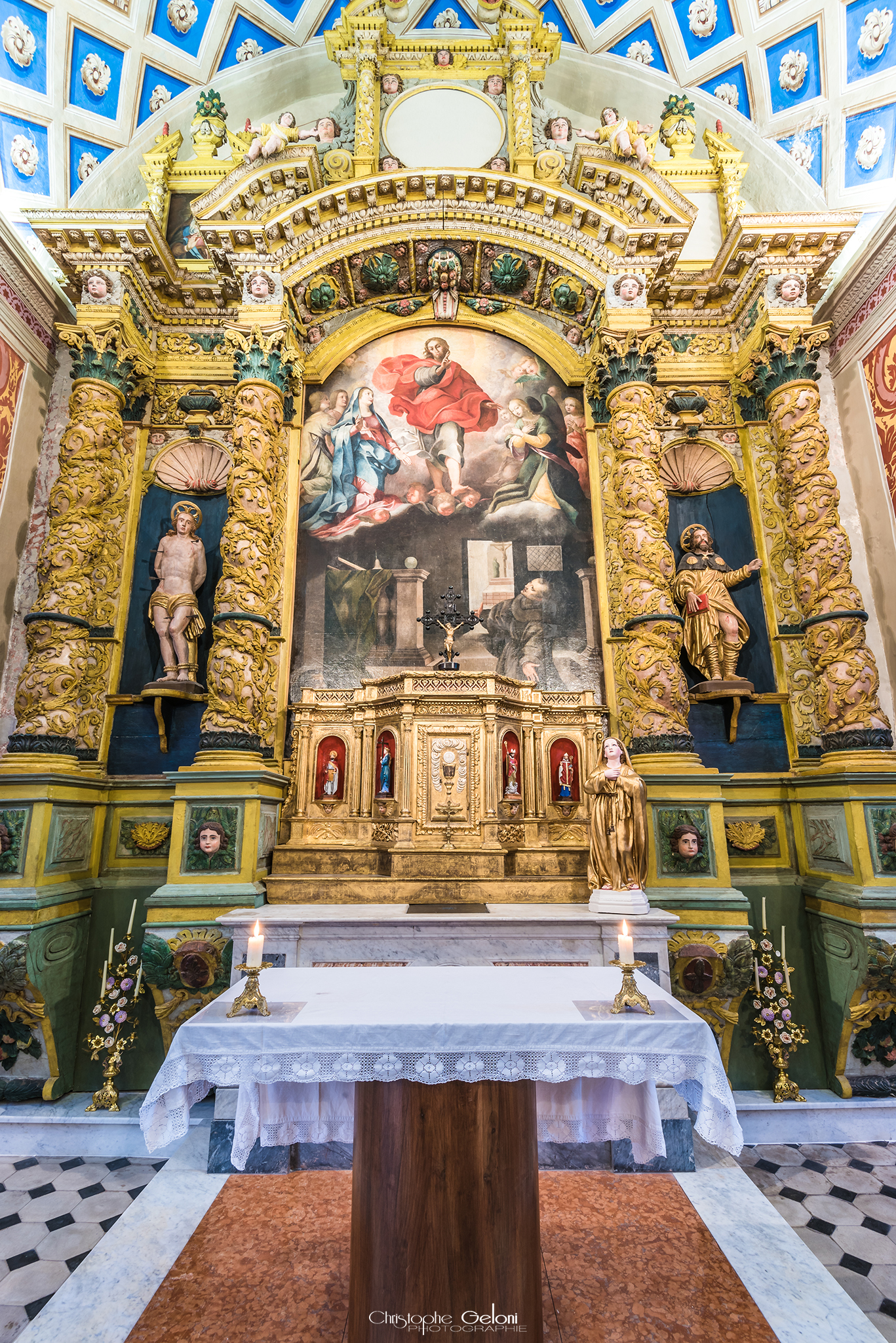
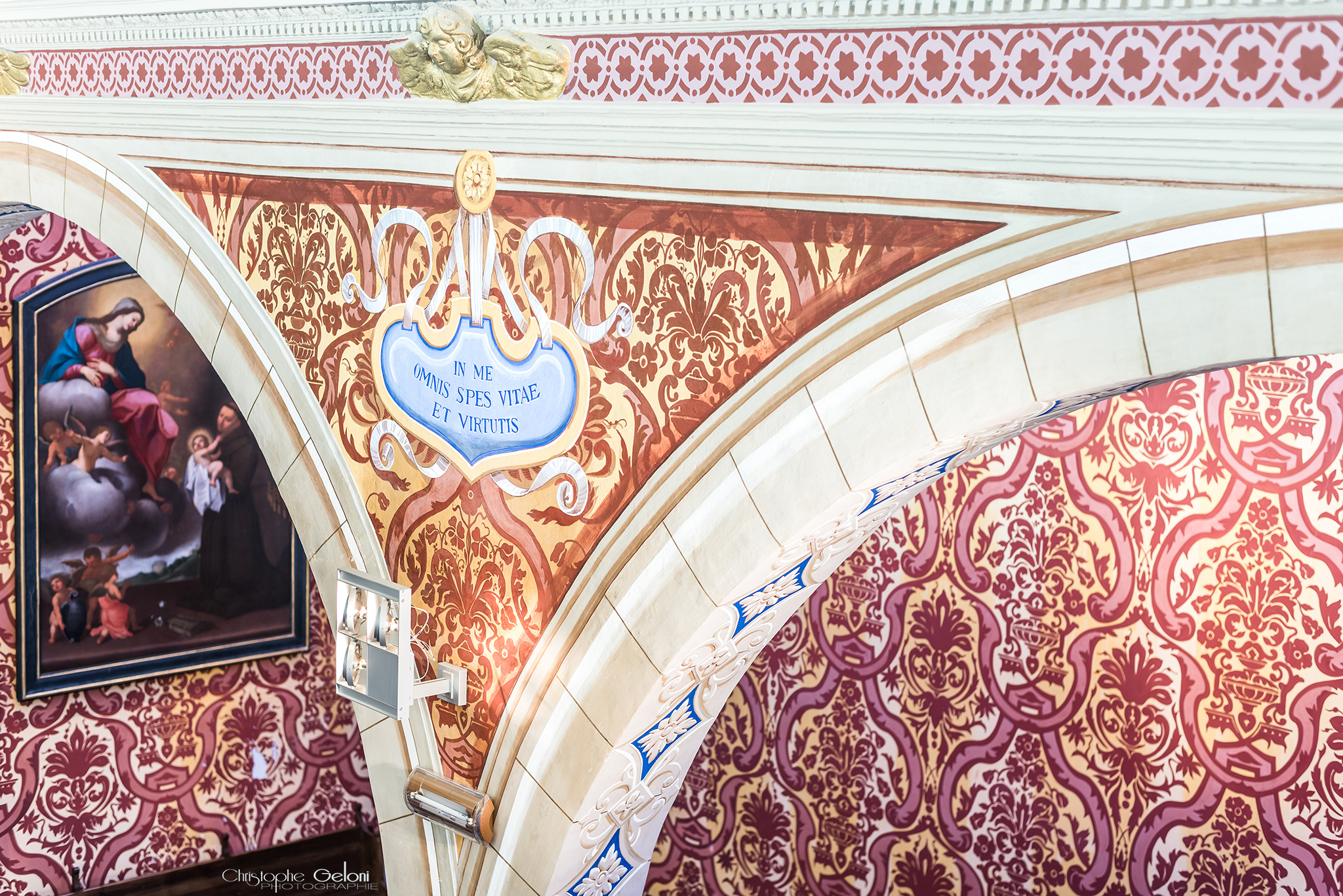
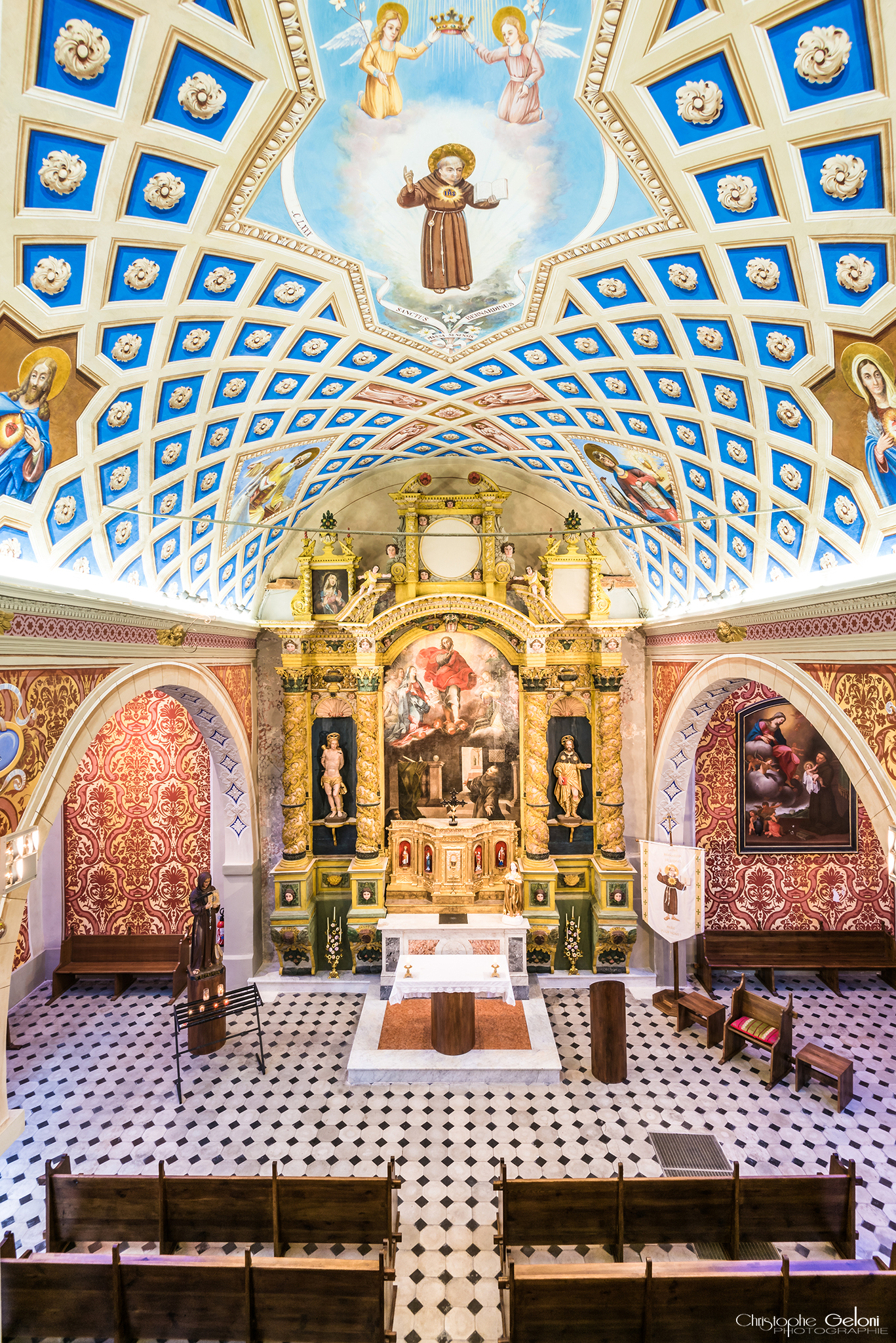
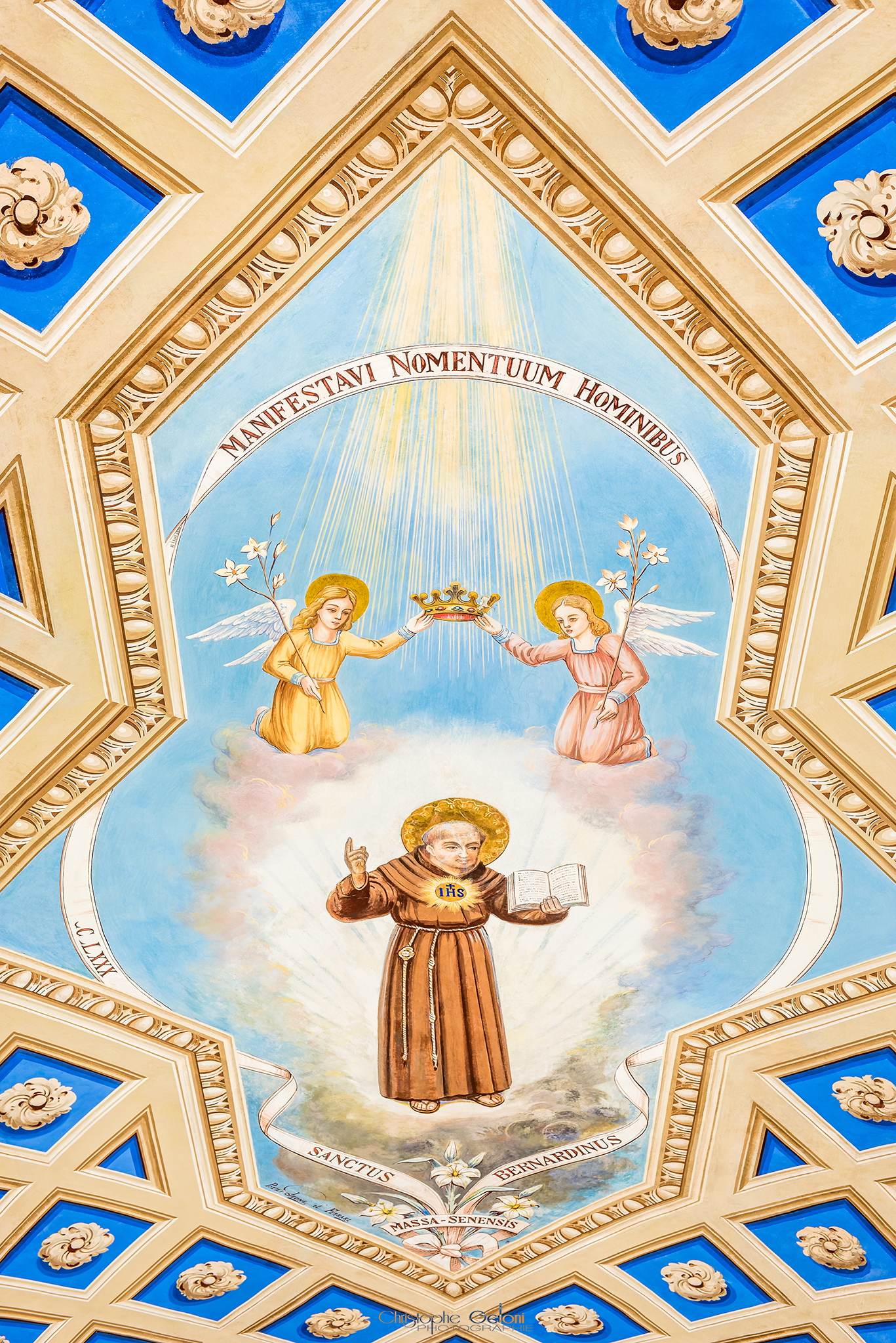
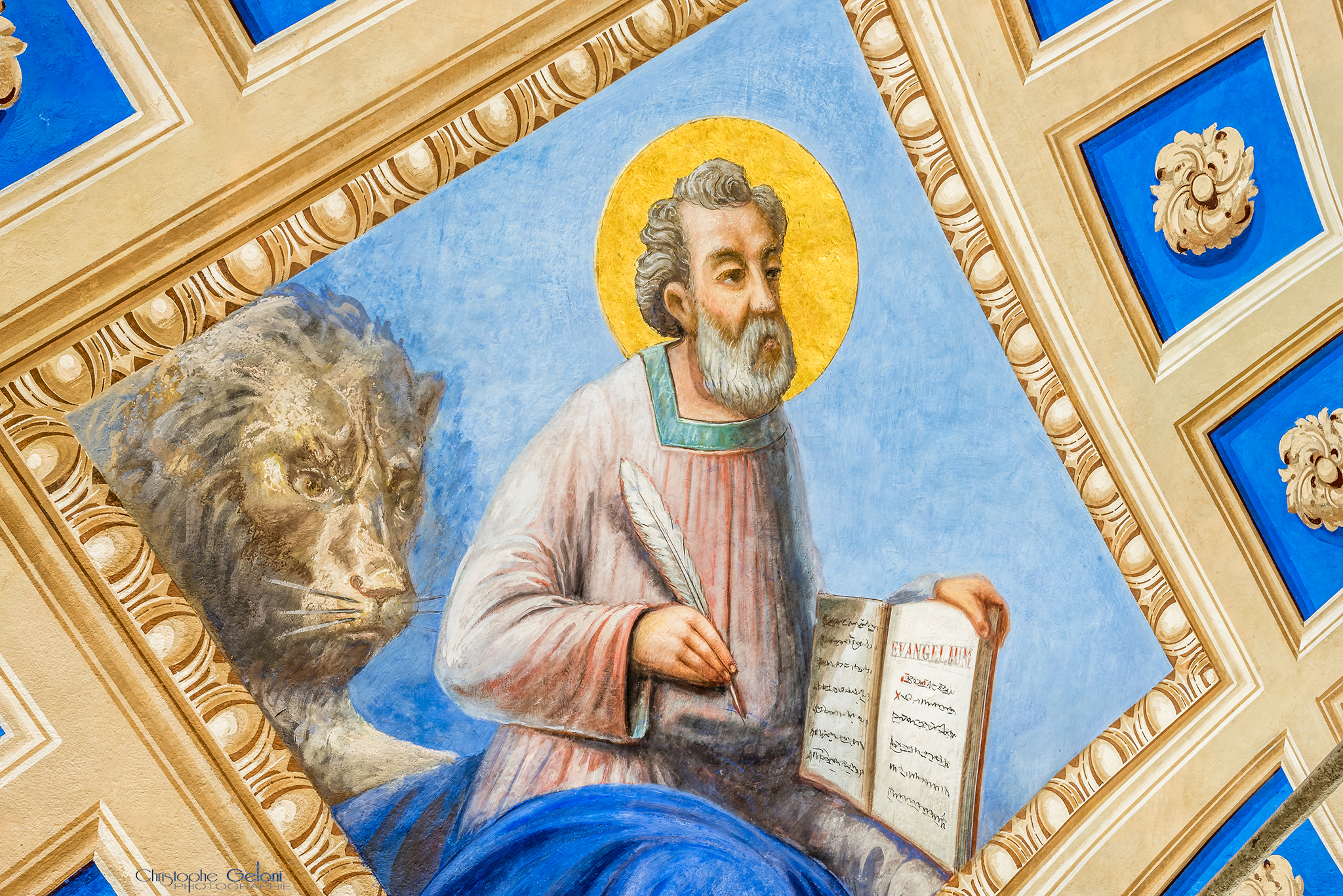
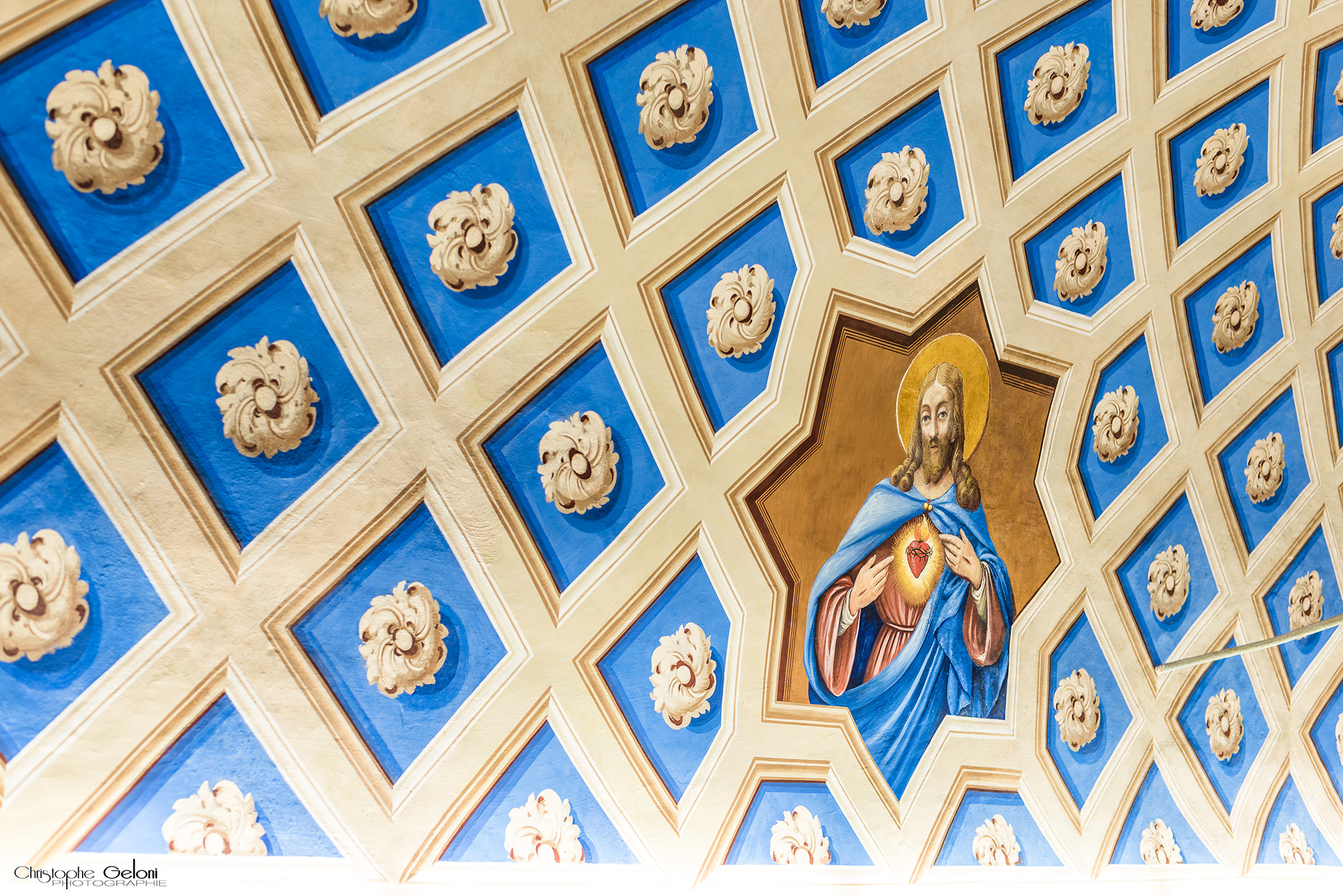
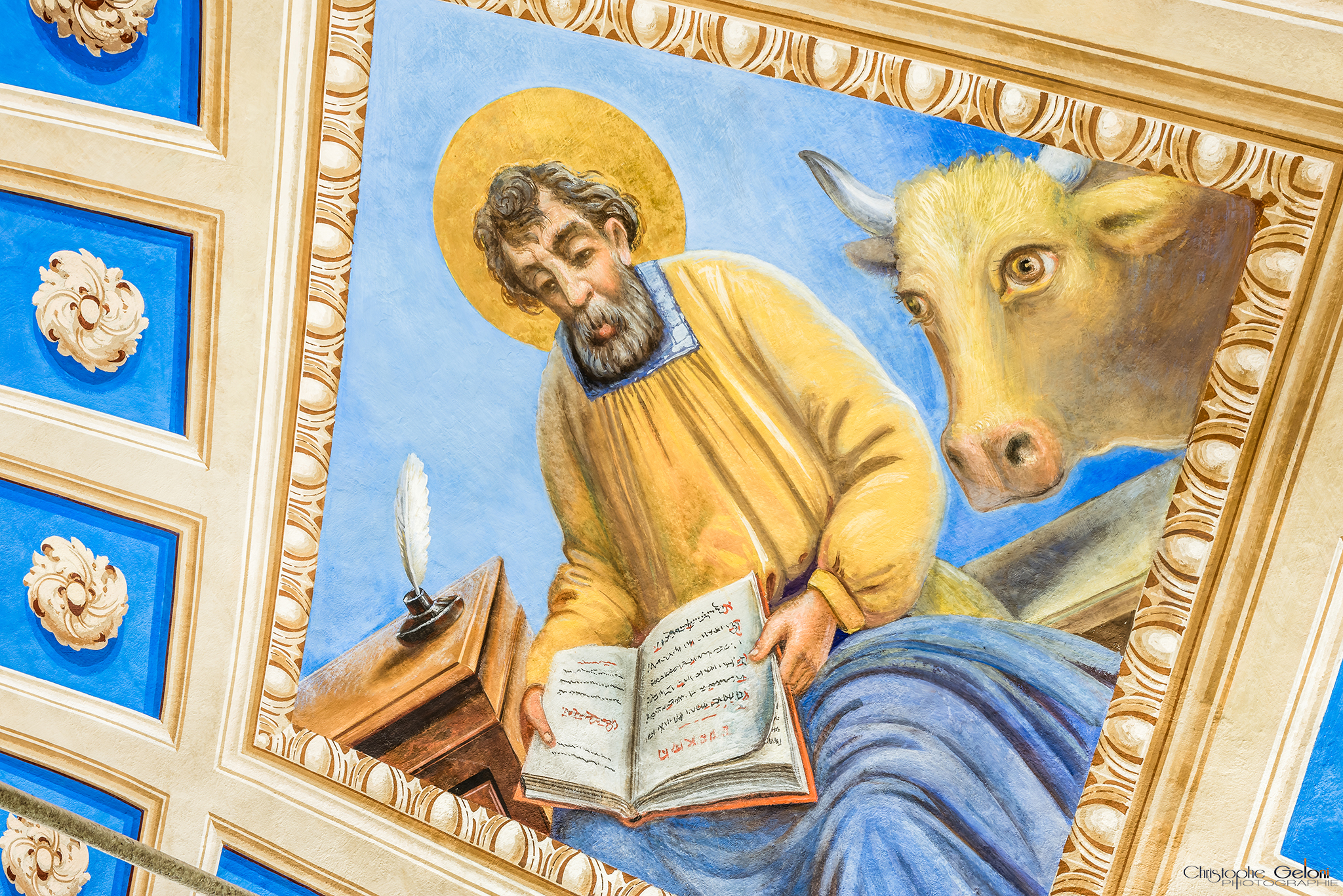